# پل گیبس (بازیکن فوتبال)
پل گیبس (انگلیسی: Paul Gibbs؛ زادهٔ ۲۶ اکتبر ۱۹۷۲) بازیکن فوتبال اهل بریتانیا است.
از باشگاه‌هایی که در آن بازی کرده‌است می‌توان به باشگاه فوتبال کانوی ایسلند، باشگاه فوتبال دیس تاون، باشگاه فوتبال کولچستر یونایتد، باشگاه فوتبال بارنزلی، باشگاه فوتبال ویموث، باشگاه فوتبال تورکی یونایتد، باشگاه فوتبال ابسفلیت یونایتد، باشگاه فوتبال برنتفورد، باشگاه فوتبال پلیموث آرگیل، و باشگاه فوتبال گورلستون اشاره کرد.